# سارا گرین
سارا گرین (انگلیسی: Sarah Greene؛ زادهٔ ۲۴ ژوئیه ۱۹۸۴) یک هنرپیشه و خواننده اهل ایرلند است. وی از سال ۲۰۰۶ میلادی تاکنون مشغول فعالیت بوده‌است.

## بخشی از فیلم‌شناسی
از فیلم‌ها یا برنامه‌های تلویزیونی که وی در آن نقش داشته است می‌توان به آثار زیر اشاره کرد:
- نگهبان (۲۰۱۱)
- نوبل (۲۰۱۴)
- سوخته (۲۰۱۵)
- وایکینگ‌ها (۲۰۱۴)
- داستان عامه‌پسند (۲۰۱۵–۲۰۱۶)
- جان‌بها (۲۰۱۷–۲۰۱۸)
- مردم عادی (۲۰۲۰)